# Liste der Lieder von Juliane Werding
Dies ist eine Liste der aufgenommenen und veröffentlichten Lieder der deutschen Pop- und Schlagersängerin Juliane Werding.
Die Liste ist alphabetisch sortiert und gibt Auskunft über die Urheber.

## #
| Titel                     | Autoren        | Album               | Jahr |
| ------------------------- | -------------- | ------------------- | ---- |
| ...und darum Herr Richter | Gunter Gabriel | Oh Mann, oh Mann... | 1976 |

## A
| Titel                                                     | Autoren                                                                         | Album                                                    | Jahr |
| --------------------------------------------------------- | ------------------------------------------------------------------------------- | -------------------------------------------------------- | ---- |
| Advocatus Diaboli (Einspruch, euer Ehren!)                | Juliane Werding                                                                 | Ruhe vor dem Sturm                                       | 2008 |
| Alaska (Tobi Pflug & Juliane Werding)                     | Tobias Pflug                                                                    | ...ein Schritt weiter                                    | 1978 |
| Alle Macht                                                | Juliane Werding                                                                 | Sehnsucht ist unheilbar                                  | 1986 |
| Alles                                                     | Andreas Bärtels, Juliane Werding                                                | Land der langsamen Zeit                                  | 1997 |
| Alles kann passiern                                       | Andreas Bärtels, Juliane Werding, Achim Radloff                                 | Sie                                                      | 1998 |
| Alles okay                                                | Andreas Bärtels, Juliane Werding                                                | Alles okay?                                              | 1995 |
| Am Tag als Conny Kramer starb (Coverversion von The Band) | Hans-Ulrich Weigel, Robbie Robertson                                            | In tiefer Trauer                                         | 1972 |
| André ist wieder unterwegs                                | Tony Hendrik, Hans Ulrich Weigel                                                | ...ein Schritt weiter                                    | 1978 |
| Angie (Coverversion von The Rolling Stones)               | Christian Heilburg, Mick Jagger, Keith Richards                                 | Wenn du denkst, du denkst, dann denkst du nur, du denkst | 1974 |
| Ans Meer zurück                                           | Andreas Bärtels, Juliane Werding                                                | Sie weiß, was sie will                                   | 1992 |
| Armageddon                                                | Andreas Bärtels, Juliane Werding                                                | Sie                                                      | 1998 |
| Arme Mama (Coverversion von J. J. Cale)                   | Hans-Ulrich Weigel, J. J. Cale                                                  | Mein Name ist Juliane                                    | 1973 |
| Auf dem Weg zu meinem Ich                                 | Michael Kunze, Juliane Werding, Tobias Pflug                                    | Traumland                                                | 1980 |
| Aus den Tiefen der Zeit                                   | Harald Steinhauer, Armand Volker, Andreas Bärtels, Juliane Werding, Tommy Amper | Zeit nach Avalon zu geh'n                                | 1991 |
| Avalon                                                    | Andreas Bärtels, Juliane Werding                                                | Zeit nach Avalon zu geh'n                                | 1991 |

## B
| Titel                                    | Autoren                                           | Album               | Jahr |
| ---------------------------------------- | ------------------------------------------------- | ------------------- | ---- |
| Ballade von St. Kilda                    | Harald Steinhauer, Juliane Werding                | Sehnsucher          | 2006 |
| Bangla-Desh (Coverversion von Joan Baez) | Hans-Ulrich Weigel, Joan Baez                     | In tiefer Trauer    | 1972 |
| Bei Anruf Sehnsucht                      | Andreas Bärtels, Juliane Werding                  | Du schaffst es!     | 1994 |
| Bei mir liegst du richtig                | Tony Hendrik, Karin van Haaren, Juliane Werding   | Oh Mann, oh Mann... | 1977 |
| Bist Du da für mich?                     | Andreas Bärtels, Juliane Werding, Giacomo Puccini | Sie                 | 1998 |
| Bye, bye                                 | Dietmar Kawohl, Andreas Bärtels                   | Alles okay?         | 1995 |

## D
| Titel                                                               | Autoren                                                                                | Album                                                    | Jahr |
| ------------------------------------------------------------------- | -------------------------------------------------------------------------------------- | -------------------------------------------------------- | ---- |
| Da staunste, was?                                                   | Hans-Ulrich Weigel, Garth Porter, Tony Mitchell                                        | Die goldenen Super 20                                    | 1976 |
| Daisy (Coverversion von Marque)                                     | Juliane Werding, Marque                                                                | Es gibt kein zurück                                      | 2001 |
| Danke, Freunde                                                      | Hans-Ulrich Weigel, Carol Hall                                                         | In tiefer Trauer                                         | 1972 |
| Das große Warten                                                    | Juliane Werding                                                                        | Ohne Angst                                               | 1984 |
| Das ist die Freiheit, die ich meine (Coverversion von Peter Yarrow) | Hans-Ulrich Weigel, Peter Yarrow                                                       | In tiefer Trauer                                         | 1972 |
| Das Leben berührn                                                   | Juliane Werding, Frankie Chinasky                                                      | Sehnsucher                                               | 2006 |
| Das Leben ist schön                                                 | Andreas Bärtels                                                                        | Es gibt kein zurück                                      | 2001 |
| Das Spiel, das man Liebe nennt (Coverversion von Joan Baez)         | Hans-Ulrich Weigel, Joan Baez                                                          | Mein Name ist Juliane                                    | 1972 |
| Das Wasser des Lebens                                               | Michael Kunze, Achim Oppermann                                                         | Zeit für Engel                                           | 1990 |
| Das Würfelspiel                                                     | Michael Kunze, Harald Steinhauer                                                       | Sehnsucht ist unheilbar                                  | 1986 |
| Dein Traum ist die Tür                                              | Harald Steinhauer, Juliane Werding                                                     | Sehnsucher                                               | 2006 |
| Deine Stimme                                                        | Harald Steinhauer, Juliane Werding, Frankie Chinasky                                   | Ruhe vor dem Sturm                                       | 2008 |
| Déjà vu                                                             | Andreas Bärtels, Juliane Werding                                                       | Du schaffst es!                                          | 1994 |
| Der Ahornbaum                                                       | Hans-Ulrich Weigel, Wolfgang Asam                                                      | Mein Name ist Juliane                                    | 1973 |
| Der Brief                                                           | Michael Kunze, Harald Steinhauer                                                       | Sehnsucht ist unheilbar                                  | 1986 |
| Der Computer macht alles                                            | Hans-Ulrich Weigel, Dieter Zimmermann                                                  | In tiefer Trauer                                         | 1972 |
| Der Engel der Verbannten (Coverversion von Evie Sands)              | Chip Taylor, Galen                                                                     | Wenn du denkst, du denkst, dann denkst du nur, du denkst | 1975 |
| Der Engel neben mir                                                 | Dieter Falk                                                                            | Es gibt kein zurück                                      | 2001 |
| Der ewige Soldat (Coverversion von The Highwaymen)                  | Buffy Sainte-Marie, Max Colpet                                                         | Mein Name ist Juliane                                    | 1973 |
| Der Fluch                                                           | Harald Steinhauer, Juliane Werding                                                     | Die Welt danach                                          | 2004 |
| Der Hahn ist tot                                                    | Enrico Zabler                                                                          | Es gibt kein zurück                                      | 2001 |
| Der Herr im Haus                                                    | Juliane Werding, Andreas Baum, Mick Bremen, Frank Horvarth, Hannes Schrör, René Hatzke | Traumland                                                | 1980 |
| Der Himmel ist auf deiner Seite                                     | Juliane Werding, Uwe Birnstein                                                         | Die Welt danach                                          | 2004 |
| Der Himmel schweigt                                                 | Michael Kunze, Gerd Grabowski, Engelbert Simons                                        | Zeit für Engel                                           | 1990 |
| Der Kuß                                                             | Juliane Werding, Andreas Baum, Mick Bremen, Frank Horvarth, Hannes Schrör, René Hatzke | Auf dem Weg zu meinem Ich                                | 1981 |
| Der letzte Kranich vom Angerburger Moor                             | Hans-Ulrich Weigel, Wolfgang Schulz                                                    | In tiefer Trauer                                         | 1972 |
| Der Prozess                                                         | Michael Kunze, Jean Vallée                                                             | ...ein Schritt weiter                                    | 1978 |
| Der Schatten malt den Teufel an die Wand                            | Harald Steinhauer, Andreas Bärtels, Juliane Werding                                    | Zeit nach Avalon zu geh'n                                | 1991 |
| Der schwarze Gast (Kerzen im Wind)                                  | Michael Kunze, Frank Hieber                                                            | Zeit für Engel                                           | 1990 |
| Der Weg nach innen                                                  | Juliane Werding                                                                        | Jenseits der Nacht                                       | 1987 |
| Die Antwort weiß ganz allein der Wind (Coverversion von Bob Dylan)  | Bob Dylan, Hans Bradtke                                                                | Mein Name ist Juliane                                    | 1973 |
| Die Glocken von Rungholt                                            | Harald Steinhauer, Juliane Werding                                                     | Ruhe vor dem Sturm                                       | 2008 |
| Die Hoffnung lebt                                                   | Andreas Bärtels, Mats Björklund, Juliane Werding                                       | Sie weiß, was sie will                                   | 1992 |
| Die Kinder Gottes (Coverversion von The Cuff Links)                 | Hans-Ulrich Weigel, Lee Pockriss, Paul Vance                                           | In tiefer Trauer                                         | 1972 |
| Die Liebe geht durch die Stadt                                      | Harald Steinhauer, Juliane Werding, Wolfgang Max                                       | Sterne – Das Beste 2004-2009                             | 2009 |
| Die Nacht hat eine Tür                                              | Andreas Bärtels, Juliane Werding                                                       | Sie weiß, was sie will                                   | 1992 |
| Die unsichtbare Macht                                               | Michael Kunze, Harald Steinhauer                                                       | Jenseits der Nacht                                       | 1987 |
| Die Welt danach                                                     | Harald Steinhauer, Juliane Werding                                                     | Die Welt danach                                          | 2004 |
| Die Zeit, in der wir leben (Coverversion von Jim & Ingrid Croce)    | Hans-Ulrich Weigel, Jim Croce, Ingrid Croce                                            | Wenn du denkst, du denkst, dann denkst du nur, du denkst | 1971 |
| Doktor, Doktor                                                      | Diether Dehm, Hans Kosterman, Theo Mackaay                                             | Traumland                                                | 1981 |
| Drei Jahre lang                                                     | Michael Kunze, Harald Steinhauer                                                       | Ohne Angst                                               | 1984 |
| Du bist mein bester Freund                                          | Gunter Gabriel                                                                         | Komm und hilf mir durch die Einsamkeit der Nacht         | 1975 |
| Du bist nett                                                        | Paul Simon, Juliane Werding                                                            | Traumland                                                | 1980 |
| Du bist nicht aus Zufall hier                                       | Harald Steinhauer, Juliane Werding                                                     | Sehnsucher                                               | 2006 |
| Du brauchst eine Frau, Johnny, Johnny                               | Wolfgang Hofer, Bob Morrison                                                           | ...ein Schritt weiter                                    | 1978 |
| Du gehörst an die Leine, Paul                                       | Hans-Ulrich Weigel, Achim Heider                                                       | Oh Mann, oh Mann...                                      | 1976 |
| Du kannst noch nicht gehn                                           | Andreas Bärtels, Simon Allert                                                          | Sie                                                      | 1998 |
| Du schaffst es (Coverversion von Roy Orbison)                       | Roy Orbison, Jeff Lynne, Tom Petty, Andreas Bärtels                                    | Du schaffst es!                                          | 1994 |

## E
| Titel                                                                        | Autoren                                                            | Album                           | Jahr |
| ---------------------------------------------------------------------------- | ------------------------------------------------------------------ | ------------------------------- | ---- |
| Ehendu Namandu                                                               | Andreas Bärtels, Juliane Werding, K. Schultze, A. Berr             | Land der langsamen Zeit         | 1997 |
| Ein dutzend Hühner und zwei Pferde                                           | Tobias Pflug, Hans-Ulrich Prost                                    | ...ein Schritt weiter           | 1978 |
| Ein guter Freund                                                             | Juliane Werding                                                    | Auf dem Weg zu meinem Ich       | 1980 |
| Ein Mädchen aus gutem Haus                                                   | Juliane Werding                                                    | Traumland                       | 1980 |
| Ein morscher Baum trägt keine guten Früchte (Coverversion von Barry McGuire) | Hans-Ulrich Weigel, P.F. Sloan                                     | In tiefer Trauer                | 1972 |
| Ein Spiel, das nur Verlierer kennt                                           | Karin van Haaren, Andreas Krause                                   | ...ein Schritt weiter           | 1978 |
| Eine Nummer zu groß                                                          | Peter Reber, Rolf Zuckowski                                        | Oh Mann, oh Mann...             | 1977 |
| Einmal nur                                                                   | Harald Steinhauer, Andreas Bärtels, Johan Daansen, Juliane Werding | Zeit nach Avalon zu geh'n       | 1991 |
| Eiskalter Sommer                                                             | Andreas Bärtels, Juliane Werding                                   | Sie weiß, was sie will          | 1992 |
| Endlich hier                                                                 | Harald Steinhauer, Juliane Werding                                 | Die Welt danach                 | 2004 |
| Engel an deiner Seite                                                        | Harald Steinhauer, Juliane Werding                                 | Die Welt danach                 | 2004 |
| Engel brauchen keine Väter                                                   | Dietmar Kawohl, Andreas Bärtels, Juliane Werding                   | Sie weiß, was sie will          | 1992 |
| Engel wie du (Juliane Werding, Maggie Reilly & Viktor Lazlo)                 | Maggie Reilly, Andreas Bärtels, Juliane Werding, Viktor Lazlo      | Du schaffst es!                 | 1994 |
| Es geht auch ohne dich (Coverversion von John Prine)                         | Phil Spector, Michael Kunze, Ralf Nowy, John Prine                 | Traumland                       | 1980 |
| Es gibt kein zurück                                                          | Andreas Bärtels                                                    | Es gibt kein zurück             | 2001 |
| Es gibt keine Äpfel ohne Kerne (Coverversion von Jim Croce)                  | Hans-Ulrich Weigel, Jim Croce                                      | Kinder des Regenbogens (Single) | 1972 |
| Es wird Zeit                                                                 | Michael Kunze, Harald Steinhauer                                   | Tarot                           | 1988 |

## F
| Titel                              | Autoren                               | Album               | Jahr |
| ---------------------------------- | ------------------------------------- | ------------------- | ---- |
| Freisein                           | Andreas Bärtels, Juliane Werding      | Alles okay?         | 1995 |
| Friedhelm der Killer               | Hans-Ulrich Weigel, Ralf Nowy         | Oh Mann, oh Mann... | 1977 |
| Fünfzehn ist ein undankbares Alter | Hans-Ulrich Weigel, Dieter Zimmermann | In tiefer Trauer    | 1972 |
| Für immer                          | Harald Steinhauer, Juliane Werding    | Sehnsucher          | 2006 |

## G
| Titel                                           | Autoren                                    | Album                  | Jahr |
| ----------------------------------------------- | ------------------------------------------ | ---------------------- | ---- |
| Ganz Deutschland im Fieber                      | Andreas Bärtels, Juliane Werding           | Alles okay?            | 1995 |
| Gefährte einer Nacht                            | Harald Steinhauer, Juliane Werding         | Ruhe vor dem Sturm     | 2008 |
| Geh’ nicht in die Stadt (heut’ Nacht)           | Michael Kunze, Harald Steinhauer           | Ohne Angst             | 1984 |
| Geister über Afrika                             | Andreas Bärtels, Juliane Werding           | Sie weiß, was sie will | 1992 |
| Gib niemals auf                                 | Andreas Bärtels                            | Alles okay?            | 1995 |
| Gloria                                          | Andreas Bärtels, Juliane Werding           | Sie                    | 1998 |
| Großstadt-Indianer                              | Jack Asam, Niebusch                        | In tiefer Trauer       | 1972 |
| Großstadtlichter (Coverversion von Jon English) | Michael Kunze, Gloria Sklerov, Harry Lloyd | Traumland              | 1980 |

## H
| Titel                                   | Autoren                                              | Album                        | Jahr |
| --------------------------------------- | ---------------------------------------------------- | ---------------------------- | ---- |
| Hab keine Angst mein Kind               | Juliane Werding                                      | Jenseits der Nacht           | 1987 |
| Hallimasch                              | Hans-Ulrich Weigel, Dieter Zimmermann                | Mein Name ist Juliane        | 1973 |
| Halt die Welt an                        | Harald Steinhauer, Juliane Werding, Frankie Chinasky | Sterne – Das Beste 2004-2009 | 2008 |
| Halt mich fest, Liebster                | Juliane Werding                                      | Tarot                        | 1988 |
| Haus überm Meer                         | Harald Steinhauer, Juliane Werding, Udo Brinkmann    | Ruhe vor dem Sturm           | 2008 |
| Hell wie der Sommer                     | Andreas Bärtels, Mats Björklund, Juliane Werding     | Sie                          | 1998 |
| Herr Wirt, ich will zahlen              | Norman Ascot                                         | Oh Mann, oh Mann...          | 1977 |
| Heut Nacht ist sie ein Mann             | Andreas Bärtels                                      | Es gibt kein zurück          | 2001 |
| Heute nicht                             | Michael Kunze, Harald Steinhauer                     | Tarot                        | 1988 |
| Heute und hier                          | Andreas Bärtels, Juliane Werding                     | Alles okay?                  | 1995 |
| Hey Jude (Coverversion von The Beatles) | John Lennon, Paul McCartney, Hans-Ulrich Weigel      | Oh Mann, oh Mann...          | 1977 |
| Hörst du nicht mein Flüstern            | Andreas Bärtels                                      | Du schaffst es!              | 1994 |
| Hotel Royal                             | Hans-Ulrich Weigel, Tony Hendrik                     | ...ein Schritt weiter        | 1978 |

## I
| Titel                                                     | Autoren                                              | Album                            | Jahr |
| --------------------------------------------------------- | ---------------------------------------------------- | -------------------------------- | ---- |
| I Remember                                                | Andreas Bärtels, Juliane Werding                     | Sie                              | 1998 |
| Ich bereue nichts                                         | Andreas Bärtels, Gena Wernik, Juliane Werding        | Land der langsamen Zeit          | 1997 |
| Ich bin ich                                               | Andreas Bärtels                                      | Sie                              | 1998 |
| Ich fühl' mich so allein                                  | Hans-Ulrich Weigel, Heino Petrik                     | Mein Name ist Juliane            | 1973 |
| Ich geh meinen Weg                                        | Harald Steinhauer, Juliane Werding                   | Die Welt danach                  | 2004 |
| Ich hab' nie L.A. geseh'n                                 | Andreas Bärtels, Juliane Werding                     | Du schaffst es!                  | 1994 |
| Ich hab' was läuten hören (Coverversion von The Miracles) | Hans-Ulrich Weigel, Barrett Strong, Norman Whitfield | Oh Mann, oh Mann...              | 1977 |
| Ich schlaf heut Nacht nicht ein                           | Andreas Bärtels                                      | Alles okay?                      | 1995 |
| Ich vergess dich                                          | Andreas Bärtels                                      | Alles okay?                      | 1995 |
| Ich vermiss dich                                          | Harald Steinhauer, Juliane Werding                   | Ruhe vor dem Sturm               | 2008 |
| Ich war nicht allein                                      | Rainer Husel                                         | Zeit für Engel                   | 1990 |
| Ich war noch nie in San Francisco                         | Hans-Ulrich Weigel, Heino Petrik                     | Wenn ich ein Adler wär (B-Seite) | 1974 |
| Ihr seid nicht allein                                     | Michael Kunze, Harald Steinhauer                     | Tarot                            | 1988 |
| Irgendwie gut                                             | Dieter Falk                                          | Es gibt kein zurück              | 2001 |

## J
| Titel                      | Autoren                                          | Album                                                   | Jahr |
| -------------------------- | ------------------------------------------------ | ------------------------------------------------------- | ---- |
| Janine                     | Harald Steinhauer, Juliane Werding               | Ruhe vor dem Sturm                                      | 2008 |
| Jenseits der Nacht         | Michael Kunze, Harald Steinhauer, Mats Björklund | Jenseits der Nacht                                      | 1987 |
| Jij bent mijn beste vriend | Gunter Gabriel                                   | Kom en laat me niet meer eenzaam zijn vannacht (Single) | 1976 |

## K
| Titel                                            | Autoren                                            | Album                                                     | Jahr |
| ------------------------------------------------ | -------------------------------------------------- | --------------------------------------------------------- | ---- |
| Katzen in der Sonne                              | Michael Kunze, Hubert Kemmler                      | Zeit für Engel                                            | 1990 |
| Kinder des Regenbogens                           | Hans-Ulrich Weigel, Dieter Zimmermann              | Wenn du denkst, du denkst, dann denkst du nur, du denkst  | 1972 |
| Klappe auf, Klappe zu                            | Wolfgang Hofer, Andreas Krause                     | ...ein Schritt weiter                                     | 1978 |
| Kleine Männer                                    | Juliane Werding                                    | Vergiss nicht, dass du lebst (B-Seite)                    | 2006 |
| Kleine Queen of Hearts                           | Andreas Bärtels                                    | Sie                                                       | 1998 |
| Kom en laat me niet meer eenzaam zijn vannacht   | Gunter Gabriel                                     | Kom en laat me niet meer eenzaam zijn vannacht (Single)   | 1976 |
| Komm und hilf mir durch die Einsamkeit der Nacht | Klara Söderberg, Jakob Jerlström, Ludvig Söderberg | Komm und hilf mir durch die Einsamkeit der Nacht (Single) | 1976 |
| Komm wir fliegen                                 | Michael Cretu, Juliane Werding                     | Nacht voll Schatten (B-Seite)                             | 1983 |
| Komm zurück                                      | Dieter Falk                                        | Es gibt kein zurück                                       | 2001 |
| Könnte ich Gedanken lesen                        | Hans-Ulrich Weigel, Heino Petrik                   | Wenn du denkst, du denkst, dann denkst du nur, du denkst  | 1973 |
| Küss mich in die Ewigkeit                        | Andreas Bärtels                                    | Land der langsamen Zeit                                   | 1997 |

## L
| Titel                                                   | Autoren                            | Album                   | Jahr |
| ------------------------------------------------------- | ---------------------------------- | ----------------------- | ---- |
| Land der langsamen Zeit                                 | Andreas Bärtels, Florian Richter   | Land der langsamen Zeit | 1997 |
| Land über'm Meer                                        | Michael Kunze, Harald Steinhauer   | Sehnsucht ist unheilbar | 1986 |
| Lass es geschehn                                        | Harald Steinhauer, Juliane Werding | –                       | 2004 |
| Laß uns Freunde bleiben                                 | Hans-Ulrich Weigel, Heino Petrik   | Wildes Wasser (B-Seite) | 1973 |
| Laß uns miteinander reden (Coverversion von Hoyt Axton) | Hans-Ulrich Weigel, Hoyt Axton     | In tiefer Trauer        | 1972 |
| Lieben für immer                                        | Andreas Bärtels, Juliane Werding   | Sie weiß, was sie will  | 1992 |
| Lohn der Angst                                          | Michael Kunze, Harald Steinhauer   | Ohne Angst              | 1984 |
| Luisa                                                   | Andreas Bärtels, Juliane Werding   | Du schaffst es!         | 1994 |

## M
| Titel                                                                  | Autoren                                                   | Album                                                         | Jahr |
| ---------------------------------------------------------------------- | --------------------------------------------------------- | ------------------------------------------------------------- | ---- |
| Mach' dich nicht kaputt                                                | Hans-Ulrich Weigel, Jack Asam                             | In tiefer Trauer                                              | 1972 |
| Magic                                                                  | Andreas Bärtels, Juliane Werding                          | Es gibt kein zurück                                           | 2001 |
| Man muß das Leben eben nehmen wie das Leben eben ist                   | Gunter Gabriel                                            | Man muß das Leben eben nehmen wie das Leben eben ist (Single) | 1976 |
| Manchmal                                                               | Juliane Werding, Frankie Chinasky, Wieland Braunschweiger | Ruhe vor dem Sturm                                            | 2008 |
| Männer kommen und gehn                                                 | Andreas Bärtels, Juliane Werding                          | Sie                                                           | 1998 |
| Maria, ich vergeb' dir                                                 | Andreas Bärtels                                           | Es gibt kein zurück                                           | 2001 |
| Meeressohn                                                             | Juliane Werding                                           | Sonne auf der Haut (B-Seite)                                  | 1984 |
| Mein Bett ist tabu für...                                              | Andreas Bärtels                                           | Alles okay?                                                   | 1995 |
| Mein Name ist Juliane                                                  | Hans-Ulrich Weigel, Heino Petrik                          | Mein Name ist Juliane                                         | 1973 |
| Meine alte Stadt                                                       | Gunter Gabriel                                            | Komm und hilf mir durch die Einsamkeit der Nacht              | 1976 |
| Mitternachtsball                                                       | Michael Kunze, W. Routledge, M. Winrow, M. Hanson         | Zeit für Engel                                                | 1990 |
| Morgens Fremde – Mittags Freunde (Coverversion von Olivia Newton-John) | Hans-Ulrich Weigel, John Rostill                          | Wenn du denkst, du denkst, dann denkst du nur, du denkst      | 1974 |
| Mozart                                                                 | Hans-Ulrich Weigel, Dieter Zimmermann                     | Mein Name ist Juliane                                         | 1973 |
| Mystify Your Life                                                      | Harald Steinhauer, Juliane Werding                        | Sehnsucher                                                    | 2006 |

## N
| Titel                                                         | Autoren                                                                         | Album                     | Jahr |
| ------------------------------------------------------------- | ------------------------------------------------------------------------------- | ------------------------- | ---- |
| Nachruf auf Luigi Thomasetti (Coverversion von Bobbie Gentry) | Bobbie Gentry, Hans-Ulrich Weigel                                               | Oh Mann, oh Mann...       | 1977 |
| Nacht voll Schatten (Coverversion von Mike Oldfield)          | Michael Kunze, Mike Oldfield                                                    | Ohne Angst                | 1983 |
| Nachtexpress                                                  | Michael Kunze, Harald Steinhauer, Franz Trojan                                  | Sehnsucht ist unheilbar   | 1986 |
| Nadza (Juliane Werding & Ulrike Sauerland)                    | Traditional, Andreas Bärtels, Juliane Werding                                   | Ans Meer zurück (B-Seite) | 1994 |
| Nebelmond                                                     | Michael Kunze, Dietmar Kawohl, Johan Daansen                                    | Tarot                     | 1988 |
| Nie mehr                                                      | Juliane Werding                                                                 | Tarot                     | 1988 |
| Niemand den du liebst ist tot                                 | Andreas Bärtels, Juliane Werding                                                | Land der langsamen Zeit   | 1997 |
| Niemand hat Zeit (Coverversion von Styx)                      | Michael Kunze, Tommy Shaw                                                       | Traumland                 | 1980 |
| Niemandsland                                                  | Juliane Werding                                                                 | Jenseits der Nacht        | 1987 |
| Noah ist schuld                                               | Michael Kunze, Harald Steinhauer                                                | Jenseits der Nacht        | 1987 |
| Nur einmal                                                    | Nosie Katzmann                                                                  | Es gibt kein zurück       | 2001 |
| Nur für dich                                                  | Friedel Geratsch, Guntmar Feuerstein                                            | Ohne Angst                | 1984 |
| Nur noch der Mond                                             | Hubert Kemmler, Armand Volker, Dietmar Kawohl, Andreas Bärtels, Juliane Werding | Zeit nach Avalon zu geh'n | 1991 |
| Nur noch eine Nacht (Coverversion von Yellow Dog)             | Karin van Haaren, Juliane Werding, Kenny Young                                  | ...ein Schritt weiter     | 1978 |
| Nur Sterne                                                    | Harald Steinhauer, Juliane Werding                                              | Die Welt danach           | 2004 |

## O
| Titel                                             | Autoren                      | Album               | Jahr |
| ------------------------------------------------- | ---------------------------- | ------------------- | ---- |
| Oh Mann, oh Mann, wo hat der Mann nur seine Augen | Tony Hendrik, Frank Thorsten | Oh Mann, oh Mann... | 1977 |

## P
| Titel                                                          | Autoren                             | Album                 | Jahr |
| -------------------------------------------------------------- | ----------------------------------- | --------------------- | ---- |
| Postfach auf der grünen Wiese (Coverversion von Fleetwood Mac) | Hans-Ulrich Weigel, Christine McVie | ...ein Schritt weiter | 1978 |

## R
| Titel              | Autoren                                                            | Album                                                    | Jahr |
| ------------------ | ------------------------------------------------------------------ | -------------------------------------------------------- | ---- |
| Riu, Riu           | Andreas Bärtels, Juliane Werding, Robert Howes                     | Land der langsamen Zeit                                  | 1997 |
| Ronny und Susan    | Andreas Bärtels, Juliane Werding                                   | Du schaffst es!                                          | 1994 |
| Rote Schuh         | Harald Steinhauer, Andreas Bärtels, Johan Daansen, Juliane Werding | Zeit nach Avalon zu geh'n                                | 1991 |
| Ruhe vor dem Sturm | Harald Steinhauer, Juliane Werding                                 | Ruhe vor dem Sturm                                       | 2008 |
| Rumpelstilzchen    | Franz Josef Degenhardt                                             | Wenn du denkst, du denkst, dann denkst du nur, du denkst | 1972 |

## S
| Titel                                                      | Autoren                                                    | Album                                                    | Jahr |
| ---------------------------------------------------------- | ---------------------------------------------------------- | -------------------------------------------------------- | ---- |
| Sag' mir wo die Blumen sind (Coverversion von Pete Seeger) | Pete Seeger, Max Colpet                                    | Mein Name ist Juliane                                    | 1973 |
| Sail Away                                                  | Andreas Bärtels                                            | Sie                                                      | 1998 |
| Schilf                                                     | Hans-Ulrich Weigel, Jo Plée                                | Mein Name ist Juliane                                    | 1972 |
| Schön wie die Nacht                                        | Harald Steinhauer, Andreas Bärtels, Juliane Werding        | Zeit nach Avalon zu geh'n                                | 1991 |
| Schöne Frau'n                                              | Andreas Bärtels, Juliane Werding                           | Zeit nach Avalon zu geh'n                                | 1991 |
| Schwarz                                                    | Harald Steinhauer, Juliane Werding                         | Ruhe vor dem Sturm                                       | 2008 |
| Sehnsucht ist unheilbar                                    | Michael Kunze, Harald Steinhauer                           | Sehnsucht ist unheilbar                                  | 1986 |
| Sei geheilt                                                | Juliane Werding, Uwe Birnstein                             | Die Welt danach                                          | 2004 |
| Shiva ruft mich                                            | Andreas Bärtels, Juliane Werding                           | Sie                                                      | 1998 |
| Sie ist jung                                               | Andreas Bärtels, Juliane Werding                           | Sie weiß, was sie will                                   | 1992 |
| Sie sind gegangen                                          | Andreas Baum, Mick Bremen, Ferdinand Kühnel, Laura Leyland | Traumland                                                | 1980 |
| Sie war ein völlig ausgeflippter Typ                       | Juliane Werding                                            | Traumland                                                | 1980 |
| Sie weiß was sie will                                      | Andreas Bärtels, Juliane Werding                           | Sie weiß, was sie will                                   | 1992 |
| Sieben Zimmer                                              | Andreas Bärtels, Juliane Werding                           | Sie weiß, was sie will                                   | 1992 |
| Singles                                                    | Harald Steinhauer, Andreas Bärtels, Juliane Werding        | Du schaffst es!                                          | 1994 |
| Snowwhite Baby                                             | Andreas Bärtels                                            | Es gibt kein zurück                                      | 2001 |
| So hell wie das Licht                                      | Juliane Werding, Frankie Chinasky                          | Sehnsucher                                               | 2006 |
| So was wie du hat mir gerade noch gefehlt                  | Fred Jay, Heino Petrik                                     | Wenn du denkst, du denkst, dann denkst du nur, du denkst | 1974 |
| Soldatenzug                                                | Andreas Bärtels, Juliane Werding                           | Du schaffst es!                                          | 1994 |
| Soll das alles gewesen sein                                | Friedel Geratsch, Tobias Pflug                             | Ohne Angst                                               | 1984 |
| Sonne auf der Haut (Coverversion von Nik Kershaw)          | Michael Kunze, Nik Kershaw                                 | Ohne Angst                                               | 1984 |
| Sonnenbrand in Westerland (Coverversion von Jimmy Buffett) | Hans-Ulrich Weigel, Jimmy Buffett                          | Oh Mann, oh Mann...                                      | 1977 |
| Spur des Mondlichts                                        | Michael Kunze, Harry Gutowski                              | Ohne Angst                                               | 1984 |
| Starke Gefühle                                             | Michael Kunze, Harald Steinhauer                           | Tarot                                                    | 1988 |
| Stimmen im Wind                                            | Michael Kunze, Harald Steinhauer                           | Sehnsucht ist unheilbar                                  | 1985 |
| Strasse ohne Ende                                          | Juliane Werding, S. Gruben                                 | Zeit für Engel                                           | 1990 |
| Supermann                                                  | Andreas Bärtels, Juliane Werding                           | Alles okay?                                              | 1995 |

## T
| Titel               | Autoren                          | Album                   | Jahr |
| ------------------- | -------------------------------- | ----------------------- | ---- |
| Takt der Zeit       | Juliane Werding                  | Sehnsucht ist unheilbar | 1986 |
| Tarot               | Michael Kunze, Harald Steinhauer | Tarot                   | 1988 |
| Tränen im Ozean     | Michael Kunze, Harald Steinhauer | Jenseits der Nacht      | 1987 |
| Träume bleiben jung | Michael Kunze, Harald Steinhauer | Tarot                   | 1988 |
| Traumland           | Juliane Werding                  | Traumland               | 1980 |
| Tropfen im Fluß     | Andreas Bärtels                  | Land der langsamen Zeit | 1997 |

## U
| Titel             | Autoren                                                             | Album                   | Jahr |
| ----------------- | ------------------------------------------------------------------- | ----------------------- | ---- |
| Um die ganze Welt | Andreas Bärtels, Juliane Werding, Frank Busch                       | Land der langsamen Zeit | 1997 |
| Unsichtbar        | Juliane Werding, Frankie Chinasky, Udo Brinkmann, Jaqueline Nemorin | Ruhe vor dem Sturm      | 2008 |
| Unter Wasser      | Andreas Bärtels, Juliane Werding                                    | Du schaffst es!         | 1994 |

## V
| Titel                                                               | Autoren                                       | Album                  | Jahr |
| ------------------------------------------------------------------- | --------------------------------------------- | ---------------------- | ---- |
| Venus erwacht                                                       | Andreas Bärtels, Juliane Werding              | Sie weiß, was sie will | 1992 |
| Vergibst du mir                                                     | Harald Steinhauer, Juliane Werding            | Die Welt danach        | 2004 |
| Vergiss nicht, dass du lebst                                        | Harald Steinhauer, Juliane Werding            | Sehnsucher             | 2006 |
| Verzeihung mir zu sagen ist so schwer (Coverversion von Elton John) | Hans-Ulrich Weigel, Elton John, Bernie Taupin | Oh Mann, oh Mann...    | 1977 |
| Vielleicht                                                          | Michael Kunze, Hubert Kemmler, Markus Löhr    | Zeit für Engel         | 1990 |
| Vielleicht irgendwann                                               | Michael Kunze, Harald Steinhauer              | Jenseits der Nacht     | 1987 |
| Vollmondnacht                                                       | Andreas Bärtels, Juliane Werding              | Alles okay?            | 1995 |

## W
| Titel                                                    | Autoren                                           | Album                                                    | Jahr |
| -------------------------------------------------------- | ------------------------------------------------- | -------------------------------------------------------- | ---- |
| Wahre Lügen                                              | Michael Kunze, Harald Steinhauer                  | Jenseits der Nacht                                       | 1987 |
| Wahrheit ist                                             | Juliane Werding, Frankie Chinasky                 | Sehnsucher                                               | 2006 |
| Was weisst du schon von mir                              | Andreas Bärtels, Juliane Werding                  | Du schaffst es!                                          | 1994 |
| Weich und warm                                           | Juliane Werding                                   | Sehnsucht ist unheilbar                                  | 1985 |
| Weiße Pferde                                             | Andreas Bärtels, Juliane Werding                  | Sie weiß, was sie will                                   | 1992 |
| Weisst Du, wer ich bin?                                  | Andreas Bärtels, Juliane Werding                  | Land der langsamen Zeit                                  | 1997 |
| Weit weit, so weit                                       | Andreas Bärtels, Florian Richter, Juliane Werding | Land der langsamen Zeit                                  | 1997 |
| Wenn du denkst, du denkst, dann denkst du nur, du denkst | Gunter Gabriel                                    | Wenn du denkst, du denkst, dann denkst du nur, du denkst | 1975 |
| Wenn es dich gibt                                        | Harald Steinhauer, Juliane Werding                | Sehnsucher                                               | 2006 |
| Wenn es dunkel wird                                      | Michael Kunze, Harald Steinhauer                  | Jenseits der Nacht                                       | 1987 |
| Wenn ich ein Adler wär                                   | Hans-Ulrich Weigel, Heino Petrik                  | Wenn du denkst, du denkst, dann denkst du nur, du denkst | 1974 |
| Wer brach Dein Herz                                      | Heino Petrik, Galen                               | Wenn du denkst, du denkst, dann denkst du nur, du denkst | 1974 |
| Wer hat Angst vorm Glück                                 | Juliane Werding, Frankie Chinasky                 | Sehnsucher                                               | 2006 |
| Wer hat Angst vorm schwarzen Mann                        | Andreas Bärtels                                   | Es gibt kein zurück                                      | 2001 |
| Wer nichts mehr zu verlieren hat                         | Gunter Gabriel                                    | Wenn du denkst, du denkst, dann denkst du nur, du denkst | 1975 |
| Wie bin ich hierhergekommen                              | Harald Steinhauer, Juliane Werding                | Ohne Angst                                               | 1984 |
| Wie im Dezember                                          | Harald Steinhauer, Juliane Werding                | Ruhe vor dem Sturm                                       | 2008 |
| Wie weit ist Eden                                        | Michael Kunze, Harald Steinhauer, Johan Daansen   | Stationen – Ihre größten Erfolge                         | 1989 |
| Wieder zuhaus                                            | Andreas Bärtels, Juliane Werding                  | Zeit nach Avalon zu geh'n                                | 1991 |
| Wildes Wasser (Coverversion von The Moody Blues)         | Justin Hayward, Hans-Ulrich Weigel                | Mein Name ist Juliane                                    | 1973 |
| Wo bleibt mein Leben                                     | Juliane Werding                                   | Es gibt kein zurück                                      | 2001 |
| Wofür                                                    | Juliane Werding                                   | Zeit für Engel                                           | 1990 |
| Wohin geht das Licht                                     | Juliane Werding, Frankie Chinasky                 | Die Welt danach                                          | 2004 |
| Wölfe in der Nacht                                       | Andreas Bärtels, Juliane Werding                  | Zeit nach Avalon zu geh'n                                | 1991 |
| Wolkenschlösser                                          | Andreas Bärtels, C. März                          | Land der langsamen Zeit                                  | 1997 |
| Wüstensohn                                               | Andreas Bärtels                                   | Es gibt kein zurück                                      | 2001 |

## Z
| Titel                         | Autoren                                             | Album                     | Jahr |
| ----------------------------- | --------------------------------------------------- | ------------------------- | ---- |
| Zärtlichkeit war nur ein Wort | Christian Heilburg, Andreas Krause                  | ...ein Schritt weiter     | 1978 |
| Zeit der Banden               | Harald Steinhauer, Andreas Bärtels, Juliane Werding | Zeit nach Avalon zu geh'n | 1991 |
| Zeit für Engel                | Michael Kunze, Andreas Bärtels                      | Zeit für Engel            | 1990 |
| Zeit ist ein eisernes Tor     | Michael Kunze, Harald Steinhauer                    | Tarot                     | 1988 |
| Zeitmaschine                  | Andreas Bärtels                                     | Alles okay?               | 1995 |
| Zusammen                      | Juliane Werding, Frankie Chinasky                   | Sehnsucher                | 2006 |